# Eupithecia penicilla
Eupithecia penicilla là một loài bướm đêm trong họ Geometridae.